# Enzo Mustoni
Enzo Mustoni (Legnano, 15 settembre 1933 – Legnano, 18 maggio 2012) è stato un calciatore italiano, di ruolo attaccante.
È scomparso nel 2012 all'età di 78 anni.

## Carriera
Giocò in Serie A (una presenza nella stagione Serie A 1953-1954, in occasione del pareggio interno contro la Sampdoria del 7 marzo 1954) e in Serie B (tre campionati fra il 1954 e il 1957, con 63 presenze e 2 reti all'attivo) con il Legnano.

## Palmarès

### Club

#### Competizioni nazionali
- Serie D: 1

Saronno: 1959-1960 (girone B)